# 제59회 NHK 홍백가합전
《제59회 NHK 홍백가합전》(일본어: 第59回NHK紅白歌合戦 다이고쥬큐카이에누에이치케이코하쿠우타갓센[*])는 2008년 12월 31일에 방송된 통산 59회째인 NHK 홍백가합전이다.

## 소개
2008년 인기 애니메이션영화 벼랑 위의 포뇨의 주제가를 불렀던 오하시 노조미가 출장하였다.

## 사회자
- 종합사회 - 마츠모토 카즈야, 오노 후미에 아나운서
- 홍조(紅組)사회 - 나카마 유키에
- 백조(白組)사회 - 나카이 마사히로
- 라디오 중계 - 야마다 야스히로, 칸다 아이카 아나운서

## 게스트 심사원
- 모토키 마사히로 : 2009년에 방영할 스페셜 드라마 『언덕 위의 구름』의 주인공 아키야마 사네유키 역.
- 요시다 사오리 : 2008년 하계 올림픽 레슬링 여자 55kg급 금메달리스트.
- 오타 유키 : 2008년 하계 올림픽 펜싱 남자 개인 플뢰레 은메달리스트.
- 다카하시 나오코 : 2000년 하계 올림픽 육상 여자 마라톤 금메달리스트로, 2008년 은퇴.
- 마츠모토 코시로 (9대) : 가부키 『勧進帳』의 무사시보 벤케이 역 및 뮤지컬 『맨 오브 라만차』의 돈 키호테 역 등 일본최다상연기록 갱신.
- 마츠자카 케이코 : 2008년 NHK 대하드라마 『아쓰히메』에서 이쿠시마 역.
- 강상중 : 베스트셀러 『고민하는 힘』의 저자이자 정치학자.
- 호리키타 마키 : 『아쓰히메』에서 가즈노미야 역.
- 츠마부키 사토시 : 2009년 NHK 대하드라마 『천지인』의 주인공 나오에 가네쓰구 역.
- 우에노 유키코 : 2008년 하계 올림픽 소프트볼 금메달리스트.

## 출장가수
진한 글씨는 첫 출장을 나타냄.

괄호 안의 숫자는 출장횟수를 나타냄.

### 1부
- 아카구미(紅組) :
  - 하마사키 아유미 (10) 〈Mirrorcle World〉
  - Girl next door (1) 〈偶然の確率〉
  - 고다이 나츠코 (15) 〈京都二年坂〉
  - 후지오카 후지마키 & 오하시 노조미 (1) 〈崖の上のポニョ〉
  - 미즈모리 카오리 (6) 〈輪島朝市〉
  - 아키모토 준코 (1) 〈愛のままで…〉
  - 이키모노가카리 (1) 〈SAKURA〉
  - 가와나카 미유키 (21) 〈二輪草〉
  - 후지 아야코 (16) 〈紅い糸〉
  - 나카무라 미츠코 (13) 〈河内おとこ節〉
  - 오오츠카 아이 (5) 〈愛〉
  - 사카모토 후유미 (20) 〈風に立つ〉

- 시로구미(白組) :
  - 후세 아키라 (24) 〈君は薔薇より美しい〉
  - 미카와 켄이치 (25) 〈さそり座の女 2008〉
  - 키타야마 타케시 (4) 〈希望の詩〉
  - 동방신기 (1) 〈Purple Line～どうして君を好きになってしまったんだろう？〉
  - Aqua Timez (2) 〈虹〉
  - 기야마 유사쿠 (1) 〈home〉
  - 키마구렌 (1) 〈LIFE〉
  - 마에카와 키요시 (&쿨파이브) (18) 〈東京砂漠〉
  - WaT (4) 〈36°C〉
  - 포르노그라피티 (7) 〈ギフト〉
  - 히라이 켄 (6) 〈いつか離れる日が来ても〉
  - 아키카와 마사후미 (3) 〈千の風になって〉

### 2부
- 아카구미(紅組) :
  - Perfume (1) 〈ポリリズム〉
  - SPEED (4) 〈White Love (ReTrack)〉
  - 아오야마 텔마 feat.SoulJa (1) 〈そばにいるね〉
  - 아야카 (3) 〈おかえり〉
  - 코다 쿠미 (4) 〈TABOO〉
  - 안젤라 아키 (3) 〈手紙 〜拝啓 十五の君へ〜〉
  - aiko (7) 〈KissHug〉
  - 히라하라 아야카 (5) 〈ノクターン〉
  - 고바야시 사치코 (30) 〈楼蘭〉
  - 히토토 요 (5) 〈はじめて〉
  - 나카시마 미카 (7) 〈ORION〉
  - 이시카와 사유리 (31) 〈天城越え〉
  - 덴도 요시미 (13) 〈道頓堀人情〉
  - 와다 아키코 (32) 〈夢〉

- 시로구미(白組) :
  - 제로 (1) 〈海雪〉
  - TOKIO (15) 〈雨傘〉
  - 미즈타니 유타카 (1) 〈カリフォルニア・コネクション〉
  - 토쿠나가 히데아키 (3) 〈Rainy Blue〉
  - 이츠키 히로시 (38) 〈凍て鶴〉
  - 모리야마 나오타로 (3) 〈生きてることが辛いなら〉
  - 슈치신 with Pabo (1) 〈羞恥心～陽は、また昇る 紅白スペシャル〉
  - 코부쿠로 (4) 〈時の足音〉
  - EXILE (4) 〈Ti Amo〉
  - 키타지마 사부로 (45) 〈北の漁場〉
  - Mr.Children (1) 〈GIFT〉
  - SMAP (16) 〈この瞬間、きっと夢じゃない 紅白SP〉
  - 모리 신이치 (41) 〈おふくろさん〉
  - 히카와 키요시 (9) 〈きよしのズンドコ節〉

## 같이 보기
- NHK 홍백가합전